# 家事事件手続法
家事事件手続法（かじじけんてつづきほう、平成23年5月25日法律第52号）は、家庭裁判所が管轄する家事審判事件および家事調停の手続に関する日本の法律である。
法令番号は平成23年法律第52号、2011年（平成23年）5月25日公布、2013年（平成25年）1月1日施行。家事事件手続法の施行に伴い、従前の家事審判法は廃止された。
家庭内紛争の処理は、複雑な感情の交錯する家族関係を対象とし訴訟的処理になじまないことが多いこと、その性質上非公開で行う必要が高いこと等に鑑み、訴訟の形式によらない非公開の手続で処理することを図っている。
家事事件手続法が扱う手続には、家庭内の事項について訴訟の形式によらずに公権的な判断をすることを目的とする家事審判手続と、家庭内の紛争について調停を行う家事調停がある。
家事事件手続法別表1の事件は、廃止された家事審判法の甲類審判事件に由来するものが多く、別表2の事件は乙類審判事件に由来するものが多い。
なお、家庭裁判所が扱う訴訟は、人事訴訟法（平成15年法律第109号）により規律される。

## 沿革
家事事件手続法の起源は、1890年の旧民法財産編・財産取得編（明治23年法律第28号）及び人事編（明治23年法律第98号)である。この法律には「婚姻事件、養子縁組事件及び禁治産事件に関する訴訟規則」（明治23年10月9日法律第104号）が付随規則として発布されたが、民法典論争が生じたため民法が施行されないまま法典調査会が審議に入った。
その後の1896年、新民法が発布され（明治29年法律第89号）、このとき、旧民法で未施行だった「婚姻事件、養子縁組事件及び禁治産事件に関する訴訟規則」が修正され、1898年に帝国議会の承認を経て人事訴訟手続法（明治31年法律第13号）となっている。
1940年には内藤頼博裁判官が秘密裡にアメリカ合衆国の家庭裁判所の組織及び手続を査察しており、第二次世界大戦を経て、戦後の1947年に家事審判法（昭和22年12月6日法律第152号）に成立し、家庭裁判所が創設された。この家事審判法には、最高裁判所規則である家事審判規則（最高裁判所昭和22年規則第15号）及び特別家事審判規則（同第16号。国民優生法、戸籍法、児童福祉法、精神病者監護法、破産法に規定された審判事件手続の規則）が付随していた
。
2011年、家事審判法は廃止され、新設の家事事件手続法と置き換わった。

## 家事審判事件
家事事件手続法の対象となる家事審判事件（別表1に相当）には以下のものがある。
1. 成年後見に関する審判事件
2. 保佐に関する審判事件
3. 補助に関する審判事件
4. 不在者の財産の管理に関する処分の審判事件
5. 失踪の宣告に関する審判事件
6. 婚姻等に関する審判事件
7. 親子に関する審判事件
8. 親権に関する審判事件
9. 未成年後見に関する審判事件
10. 扶養に関する審判事件
11. 推定相続人の廃除に関する審判事件
12. 相続の場合における祭具等の所有権の承継者の指定の審判事件
13. 遺産の分割に関する審判事件
14. 相続の承認及び放棄に関する審判事件
15. 財産分離に関する審判事件
16. 相続人の不存在に関する審判事件
17. 遺言に関する審判事件
18. 遺留分に関する審判事件
19. 任意後見契約法に規定する審判事件
20. 戸籍法に規定する審判事件
21. 性同一性障害者の性別の取扱いの特例に関する法律に規定する審判事件
22. 厚生年金保険法等に規定する審判事件
23. 児童福祉法に規定する審判事件
24. 生活保護法等に規定する審判事件
25. 精神保健及び精神障害者福祉に関する法律に規定する審判事件
26. 破産法に規定する審判事件
27. 中小企業における経営の承継の円滑化に関する法律に規定する審判事件

## 家事調停
人事に関する訴訟事件その他家庭に関する事件について、家庭裁判所が扱う調停事件（別表2に相当）である。
なお、家事調停を行うことができる事件について民事訴訟や人事訴訟を提起しようとする場合には、まず家庭裁判所に家事調停の申立てをしなければならない（257条1項、調停前置主義）。

## 付随法令
家事事件の手続に関する必要な事項を定める最高裁判所規則として、家事事件手続規則（平成24年最高裁判所規則第8号）が制定されている。

## 家事審判法との相違点
- 申立書の写しの送付に関するルールの明文化
- 当事者による記録の閲覧謄写の原則許可（家事審判事件）ないしは相当と認めるときは許可する（家事調停事件）旨の明文化
- 陳述の聴取に関するルールの明文化
- 審判の結果により影響を受ける者の手続保障の規定の明確化

## 国際裁判管轄の改正
国際化の進展などにより人事事件や家事事件の管轄が複雑になっていることを踏まえて、人事訴訟法やこの法律を改正し、国際裁判管轄を明確にするため、2014年（平成26年）4月25日には法制審議会に置かれた国際裁判管轄法制部会が初会合を行った。2015年（平成27年）2月27日には同部会が「人事訴訟事件及び家事事件の国際裁判管轄法制に関する中間試案」を取りまとめた。同年9月18日には同部会が「人事訴訟事件及び家事事件の国際裁判管轄法制の整備に関する要綱案」を取りまとめ、同年10月9日の法制審議会の総会で法務大臣に答申することを決定した。
法務省は、要綱を基にして「人事訴訟法等の一部を改正する法律案」を作成し、2016年（平成28年）2月26日に第190回国会へ提出したが、2017年（平成29年）の第194回国会まで継続審議となり、衆議院解散により廃案となった。改めて2018年（平成30年）2月6日に第196回国会へ提出され、人事訴訟法等の一部を改正する法律(平成30年法律第20号)として成立した（2019年（平成31年）4月1日施行）。